# 같은 묘호와 시호 목록
동아시아에서는 왕조 교체를 이유로 다른 인물이 더러 같은 묘호나 시호를 받는 경우가 종종 있었다. 예를 들어 전한의 제7대 황제 유철과 서진의 초대 황제 사마염은 모두 무제(武帝)라는 시호를 받았다. 한국어의 특성상 같은 단어로 표기하나 한자로는 다르게 쓰는 묘호도 있는데 예를 들어 성종은 한자로 成宗과 聖宗으로 다르게 표기한다.

## 묘호
- 강종(康宗) - 3인
- 경종(景宗) - 6인
- 고조(高祖) - 17인
- 고종(高宗) - 6인
- 광종(光宗) - 3인
- 공종(恭宗) - 2인
- 대종(代宗) - 3인, (戴宗) - 1인
- 덕종(德宗) - 6인
- 도종(道宗) - 1인, (度宗) - 1인
- 명종(明宗) - 7인
- 목종(穆宗) - 4인
- 무종(武宗) - 3인
- 문종(文宗) - 5인
- 선종(宣宗) - 5인
- 성조(成祖) - 1인, (聖祖) - 1인
- 성종(成宗) - 4인, (聖宗) - 4인
- 세조(世祖) - 17인
- 세종(世宗) - 9인
- 소종(昭宗) - 2인
- 숙종(肅宗) - 7인
- 신종(神宗) - 7인
- 안종(安宗) - 2인
- 영종(英宗) - 5인, (寧宗) - 2인
- 예종(睿宗) - 5인
- 원종(元宗) - 2인
- 의종(義宗) - 2인, (毅宗) - 3인
- 익종(翼宗) - 2인
- 인조(仁祖) - 2인